# Raimundas Lopata
Raimundas Lopata (ur. 10 kwietnia 1965 w Wilnie) – litewski historyk, politolog i nauczyciel akademicki, dyrektor Instytutu Nauk Politycznych i Stosunków Międzynarodowych Uniwersytetu Wileńskiego (1999–2009), poseł na Sejm Republiki Litewskiej.

## Życiorys
W 1990 ukończył studia z historii na Uniwersytecie Wileńskim. Doktoryzował się w 1994 na Uniwersytecie Witolda Wielkiego. W tym samym roku podjął pracę w Instytucie Nauk Politycznych i Stosunków Międzynarodowych macierzystej uczelni. Od 1995 był zastępcą dyrektora, a w latach 1999–2009 stał na czele tego instytutu. Na Uniwersytecie Wileńskim doszedł do stanowiska profesorskiego. Został m.in. członkiem rady redakcyjnego czasopisma „Politologija”, objął funkcję zastępcy redaktora naczelnego periodyku „Lithuanian Foreign Policy Review”. Wszedł w skład rady Lietuvos politologų asociacija, litewskiego towarzystwa politologicznego.
Był głównym doradcą premiera Algirdasa Butkevičiusa. W wyborach parlamentarnych w 2020 uzyskał mandat posła na Sejm z ramienia Ruchu Liberalnego Republiki Litewskiej.
Odznaczony m.in. Krzyżem Oficerskim Orderu Zasługi Rzeczypospolitej Polskiej (2001).

## Wybrane publikacje
- Tarptautinių santykių istorija, Wilno 2001.
- Military Transit of the Russian Federation through the Territory of the Republic of Lithuania (z Česlovasem Laurinavičiusem i Vladasem Sirutavičiusem), Wilno 2002.
- Tarptautiniai santykiai: komentarai ir interpretacijos, Wilno 2002.
- Prezidento suktukas (współautor z Audriusem Matonisem), Wilno 2004.
- Lopatologija: apie politinį popsą, Wilno 2005.